# Dora Dolz
Dora Dolz de  Herman (Barcelona, 5 de noviembre de 1941-Róterdam, 1 de marzo de 2008) fue una artista hispano-neerlandesa, conocida principalmente por sus cerámicas al aire libre en forma de sillas y sofás.

## Trayectoria
Dolz se crio en Barcelona, donde su padre tenía un puesto en el mercadillo. En 1965 se trasladó a Holanda cuando su marido quiso hacer un doctorado en economía en el Instituto Tinbergen. Entre 1967 y 1971 estudió en la Academia de Arte de Róterdam, donde también fue profesora desde la década de 1980.
Como artista, Dotz produjo principalmente pinturas, cerámicas, cristalería y alfombras, que a menudo se representaban en una forma de colores extravagantes. Los temas recurrentes (leitmotiv) eran el nacimiento, la vida, el sufrimiento y la muerte. Su obra forma parte de la colección del Museo Boijmans Van Beuningen de Róterdam y del Museum de Fundatie (Heino). Hay esculturas suyas en el centro de Róterdam, Róterdam Oeste, Róterdam Norte, Capelle aan den IJssel, Schiedam, Tiel y Groningen.
En 1988, Dotz recibió el premio Victorine Heftingprijs, y en enero de 2008 el municipio de Róterdam le concedió el premio Wolfert van Borselen. Ha recibido tres veces el premio Judith Leyster, la tercera en 1992.
Su hija es la cineasta Sonia Herman Dolz, que en 2005 realizó un retrato cinematográfico sobre ella llamado Portrait of Dora Dolz.

## Exposiciones (selección)
- 1973 – Gallery 't Venster, Rotterdam.[10][11]
- 1975 – Salon der Maassteden, Stedelijk Museum Schiedam.[12]
- 1975 – Dora Dolz and Guus de Ruyter, De Doelen Rotterdam.[13]
- 1977 – Gallery da Costa, Amsterdam.[14]
- 1981 – Gallery Alto, Rotterdam.[15]
- 1986 – Salon D T' EEN, Gallery De lachende Koe, Rotterdam.[16][17]
- 1987 – Leda en de Zwaan, Gallery De lachende Koe Rotterdam.[18]
- 1992 – Keramisch werk en schilderijen van Dora Dolz, Noordbrabants Museum, 's-Hertogenbosch.[19]
- 2005 – Galerij Erasmus, Complex Hoboken, Rotterdam.[20]
- 2007-08 – Boijmans Van Beuningen, Rotterdam.[21]

## Galería

### Esculturas

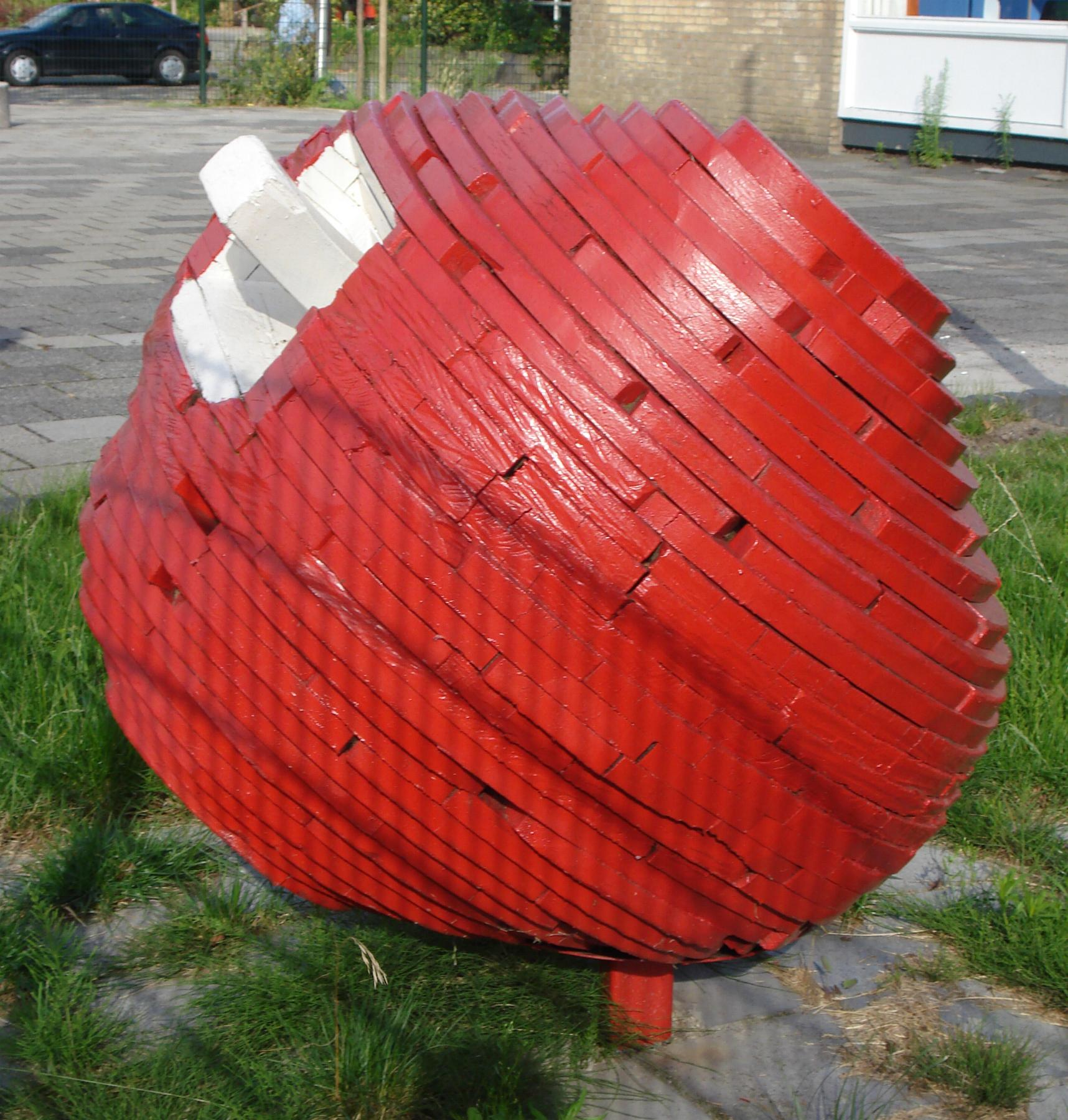
Manzana de madera (1978), Reigerlaan, Capelle aan den IJssel (junto con Kees Franse)
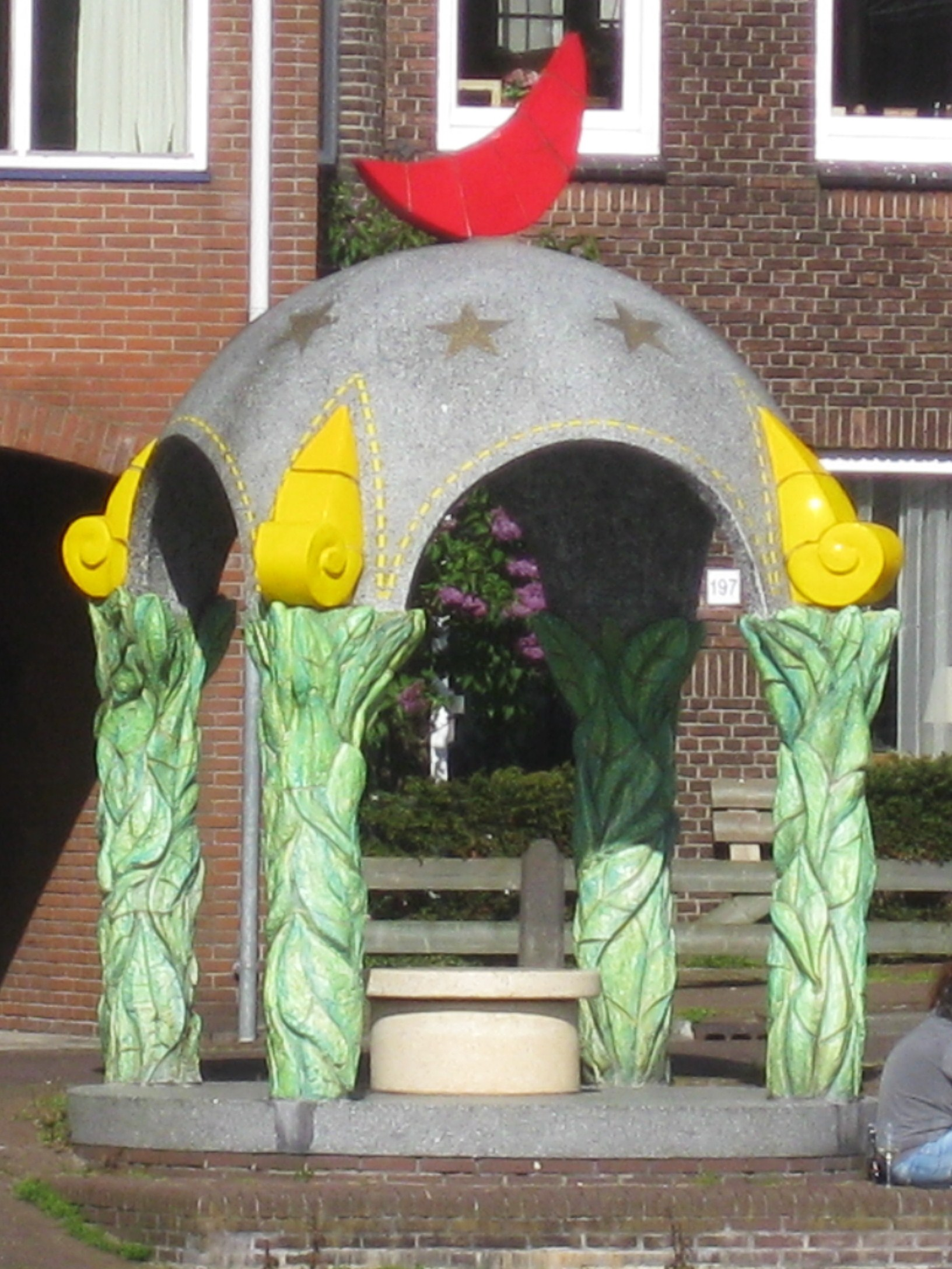
Pagoda Catalana (1978), Haarlem.
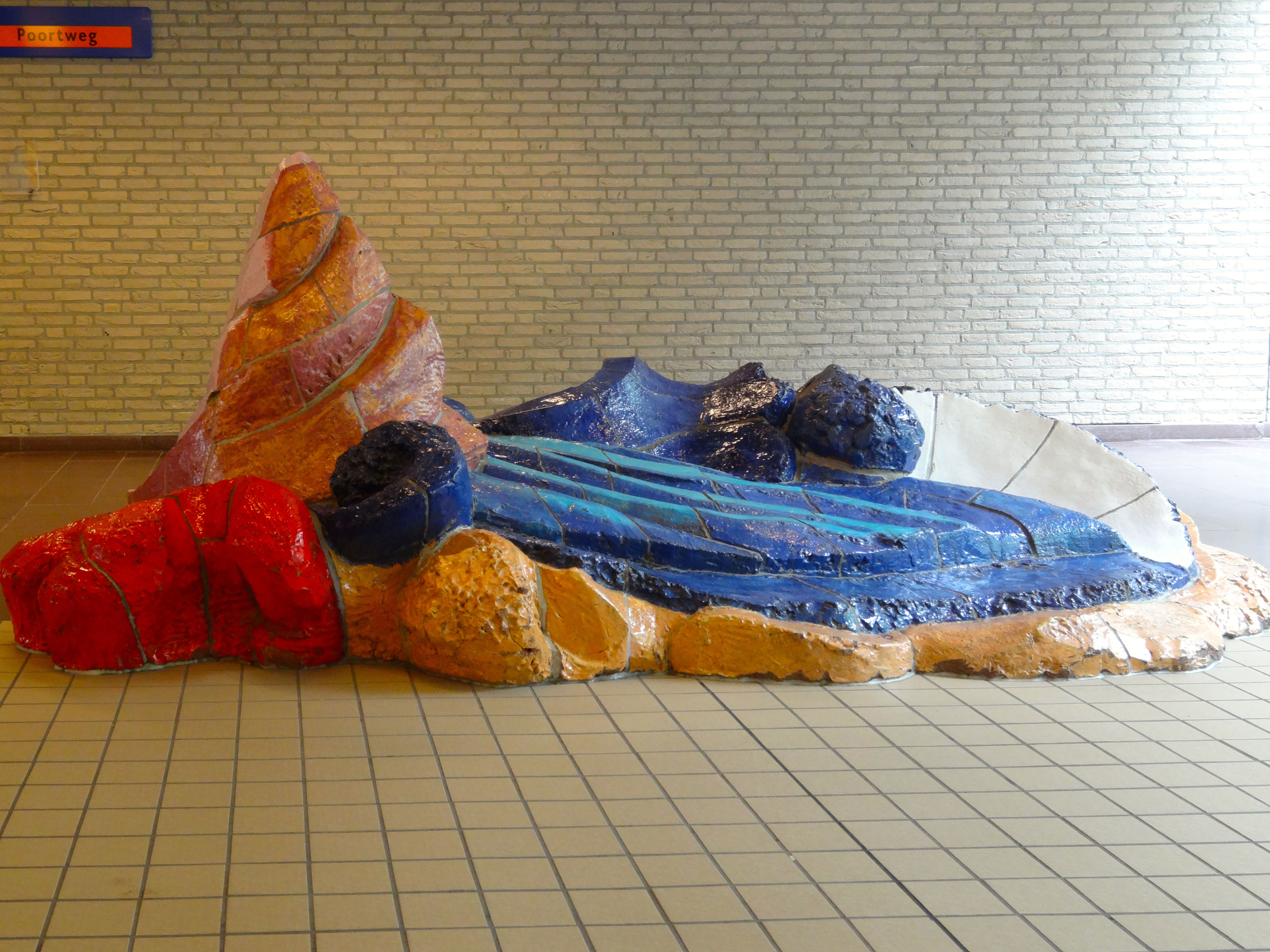
Mosaico de suelo, Groninga
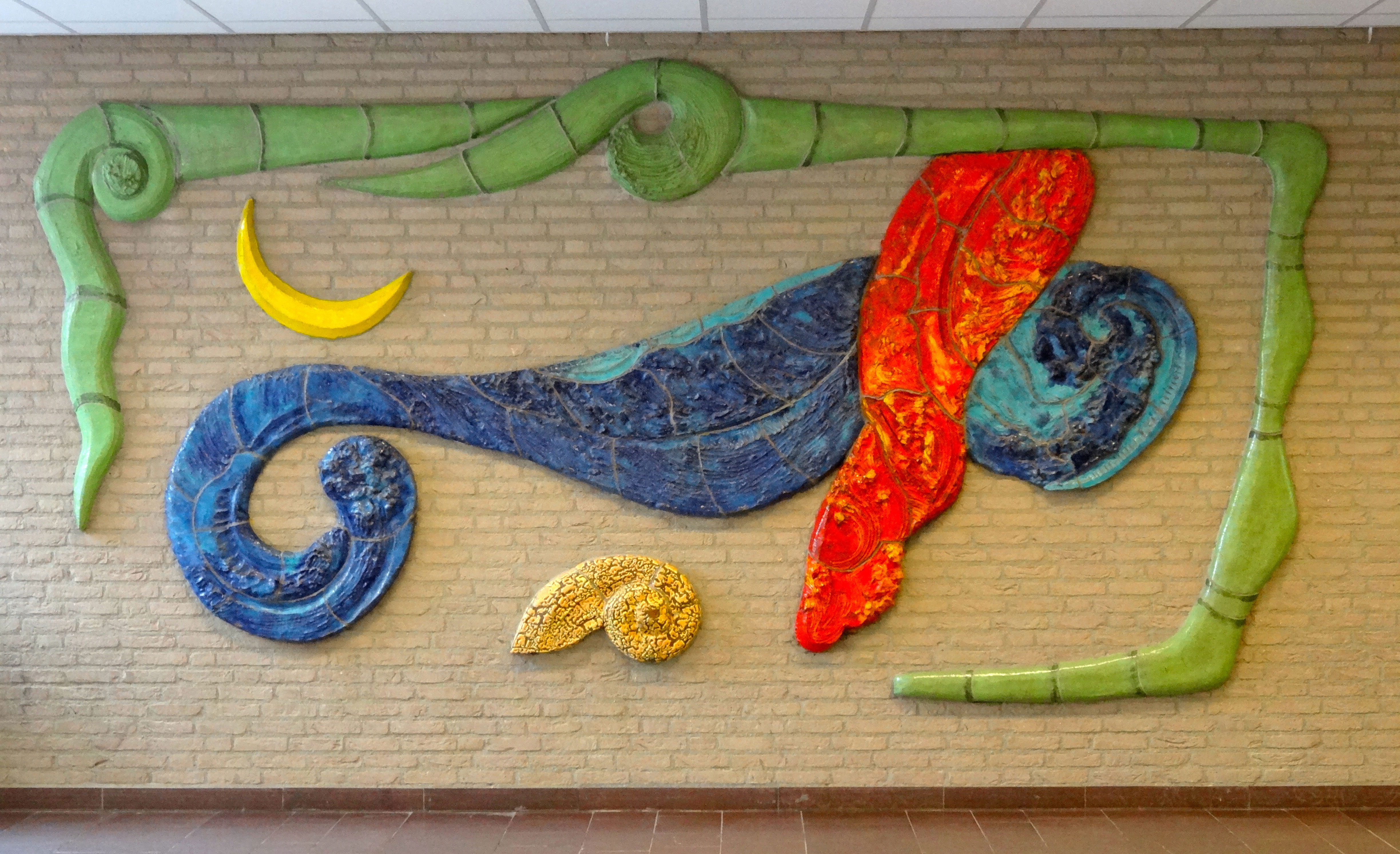
Mosaico de pared, Groninga
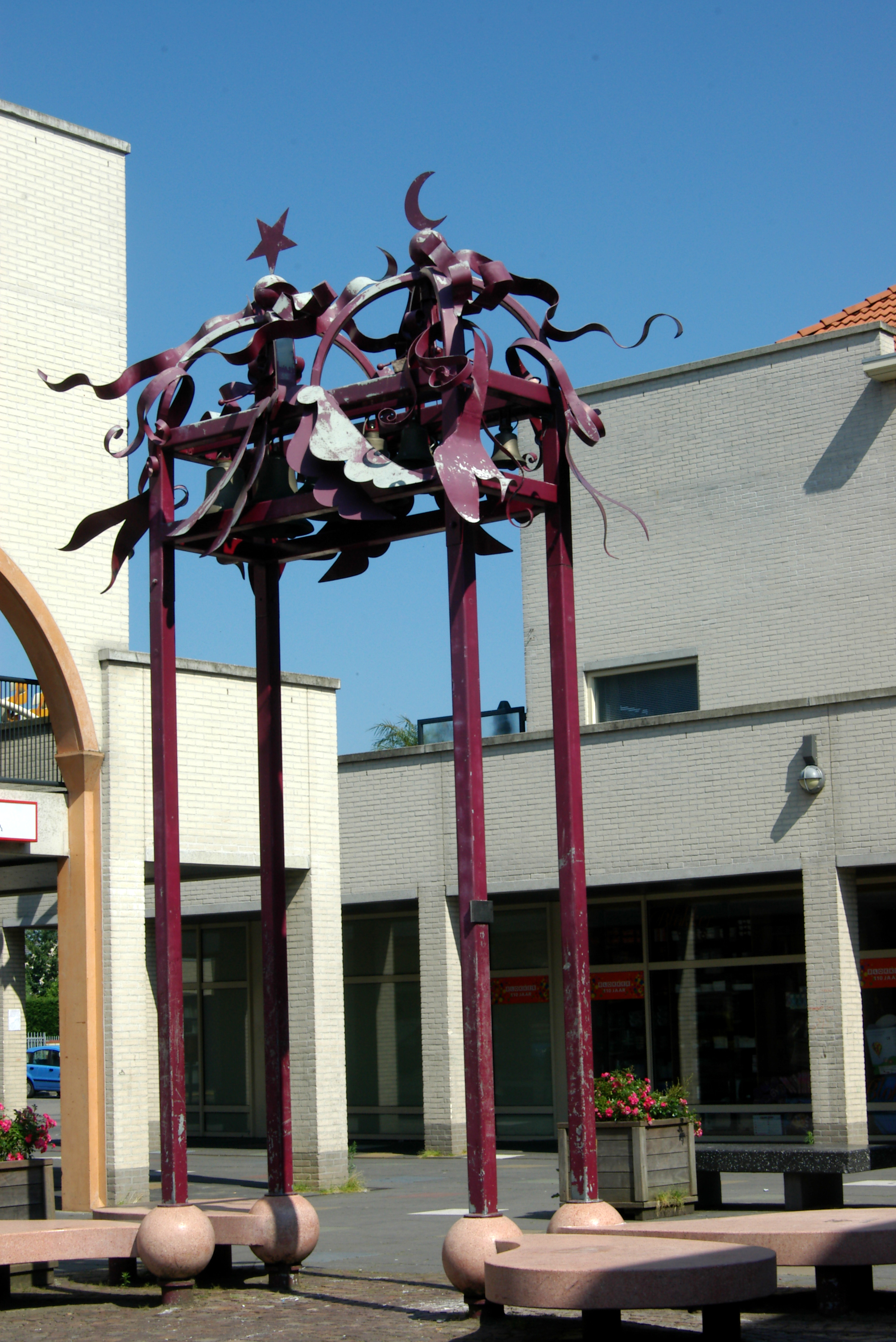
Reloj-silla (1990), Tiel
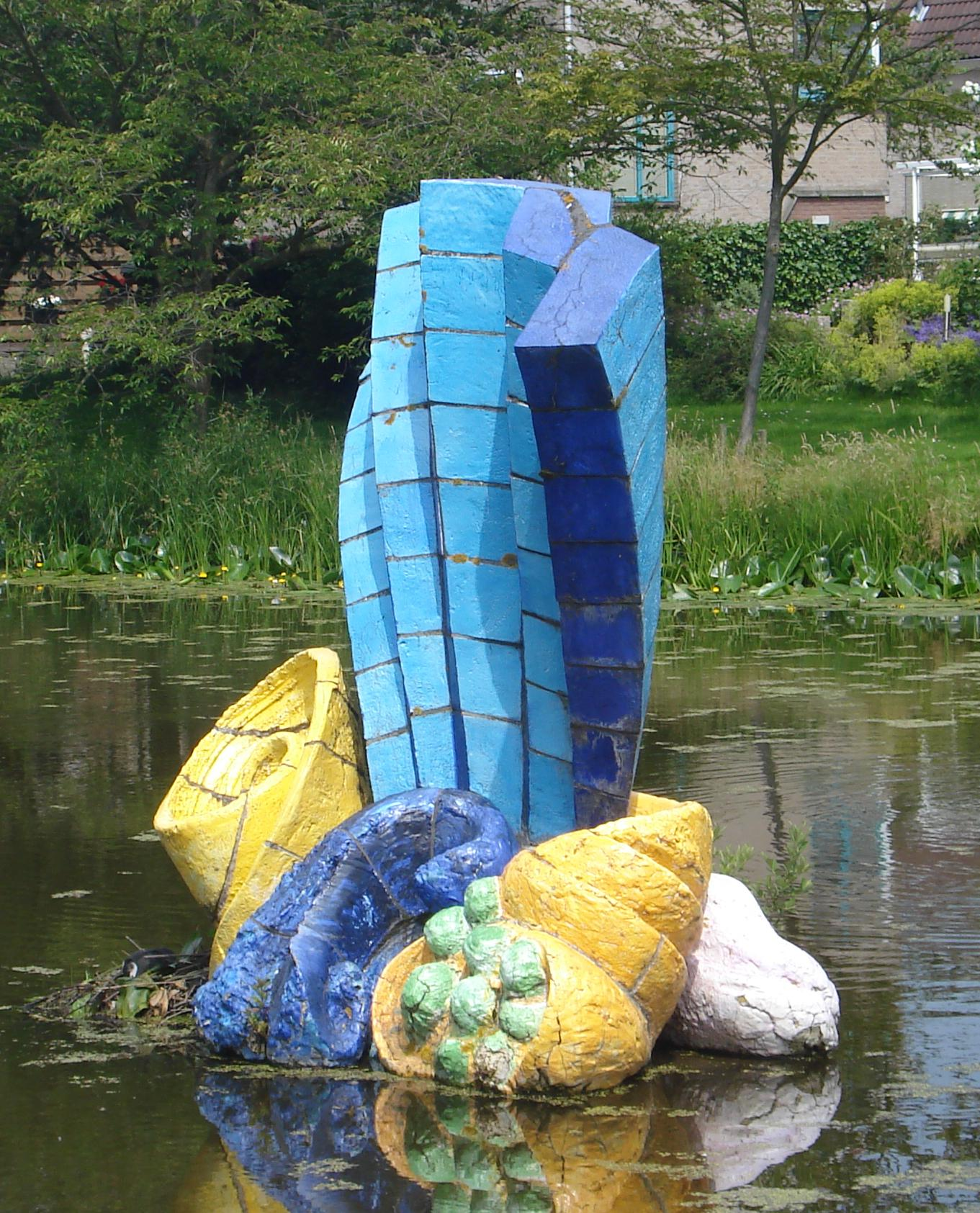
Vanitas, Wassenaar.

### Sillones y divanes

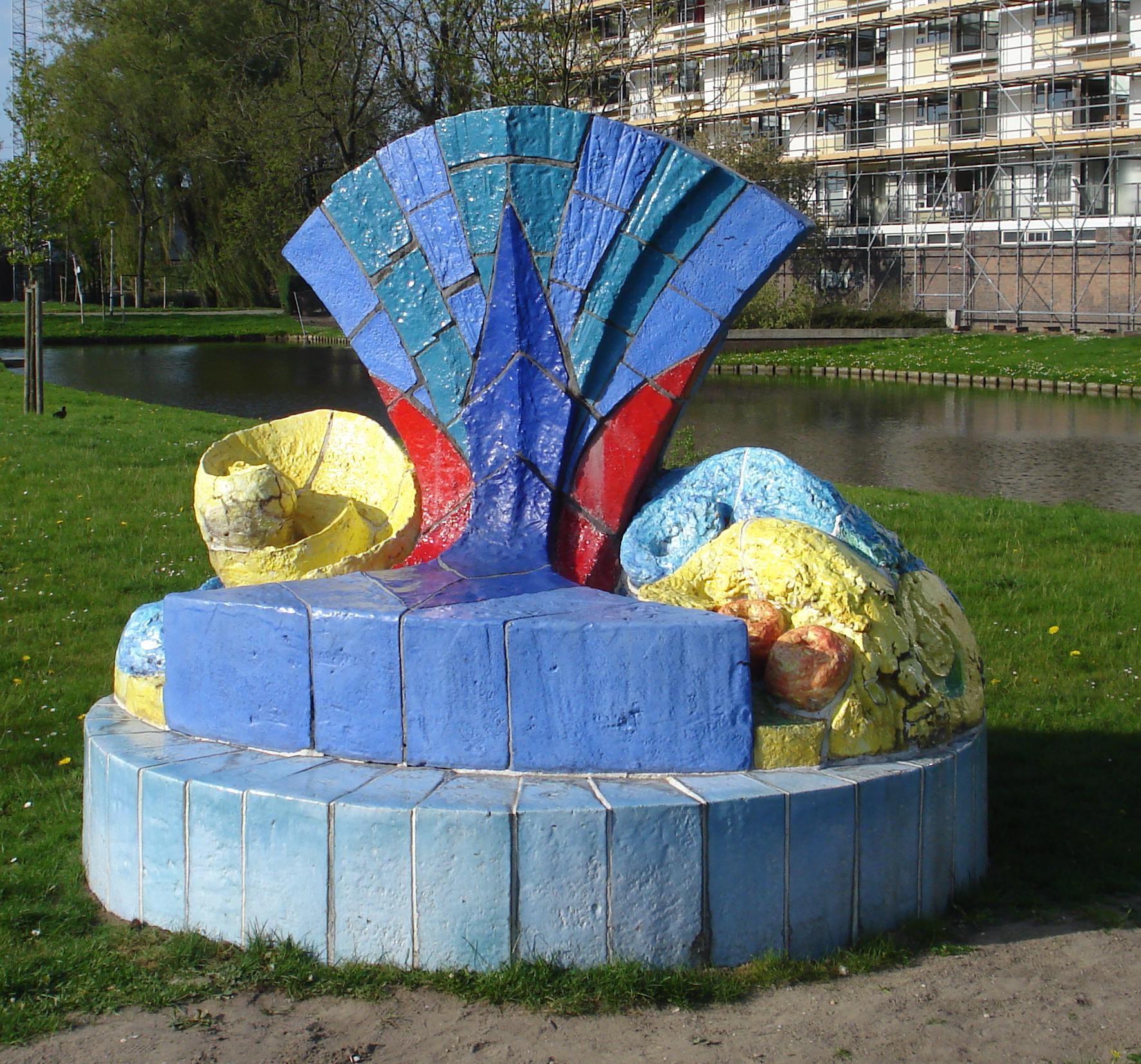
Sillón, Beukelsdijk, Róterdam
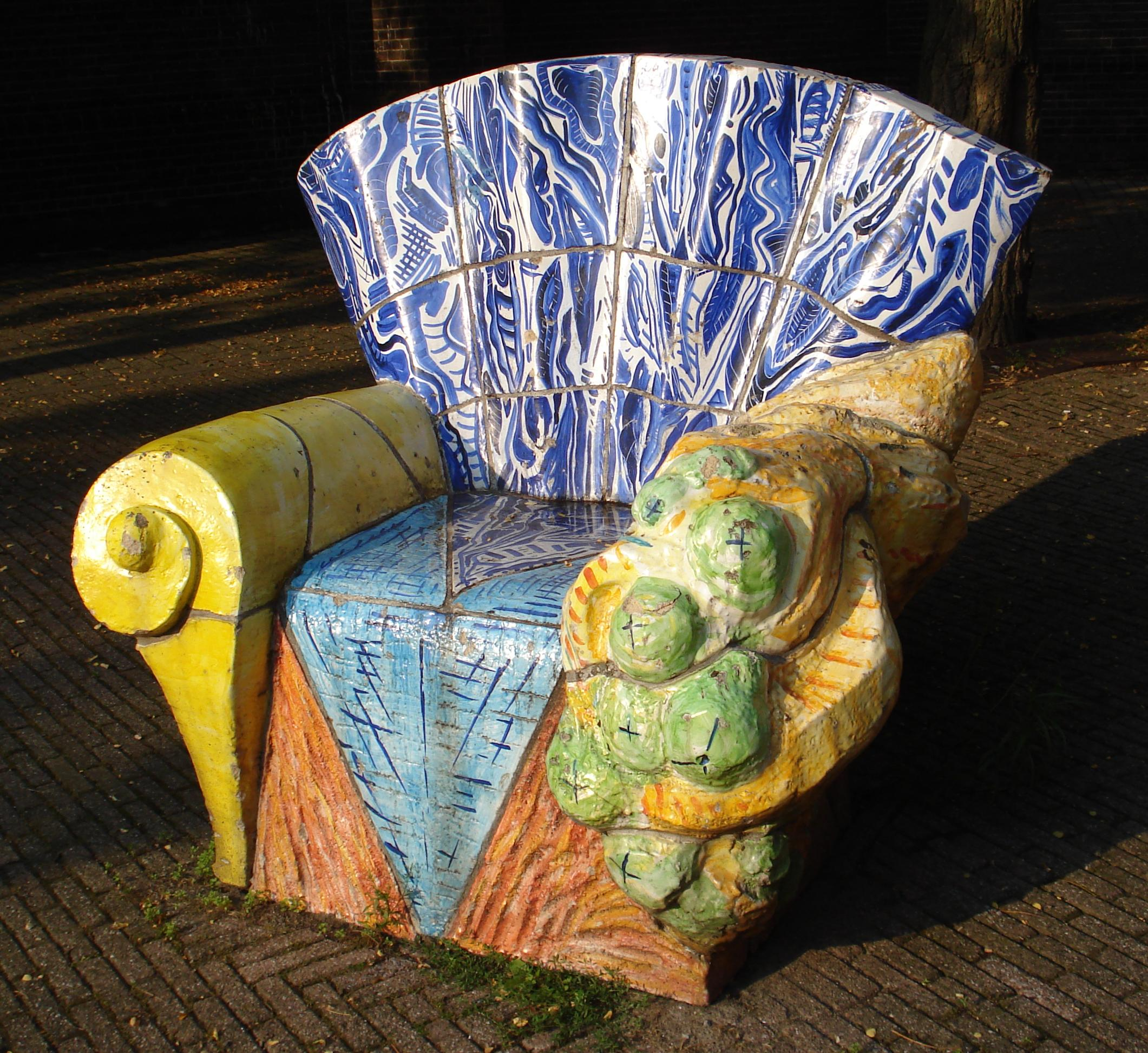
Sillón, Hildegardisstraat, Róterdam
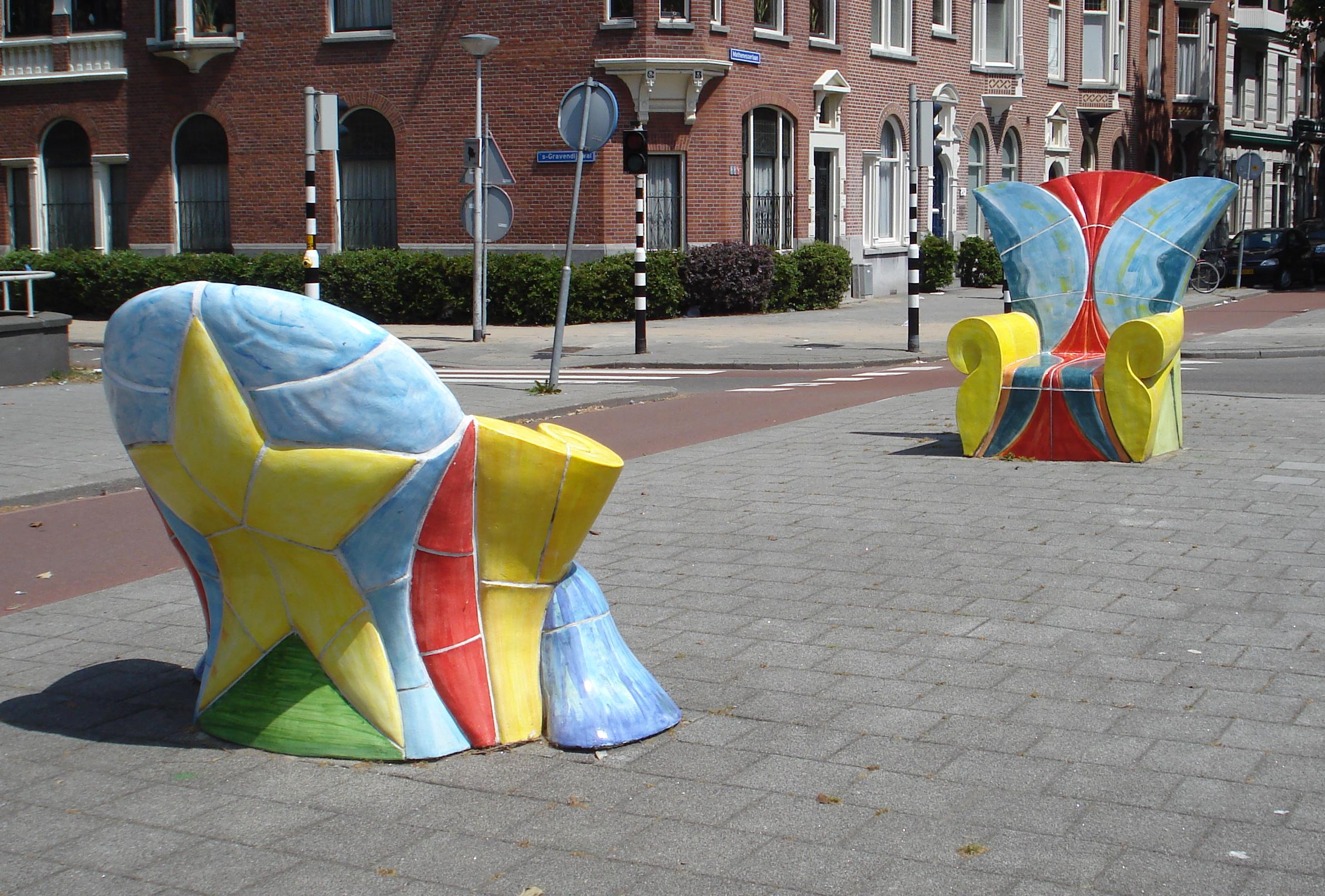
Sillones Gravendijkwal/Rochussenstraat, Róterdam
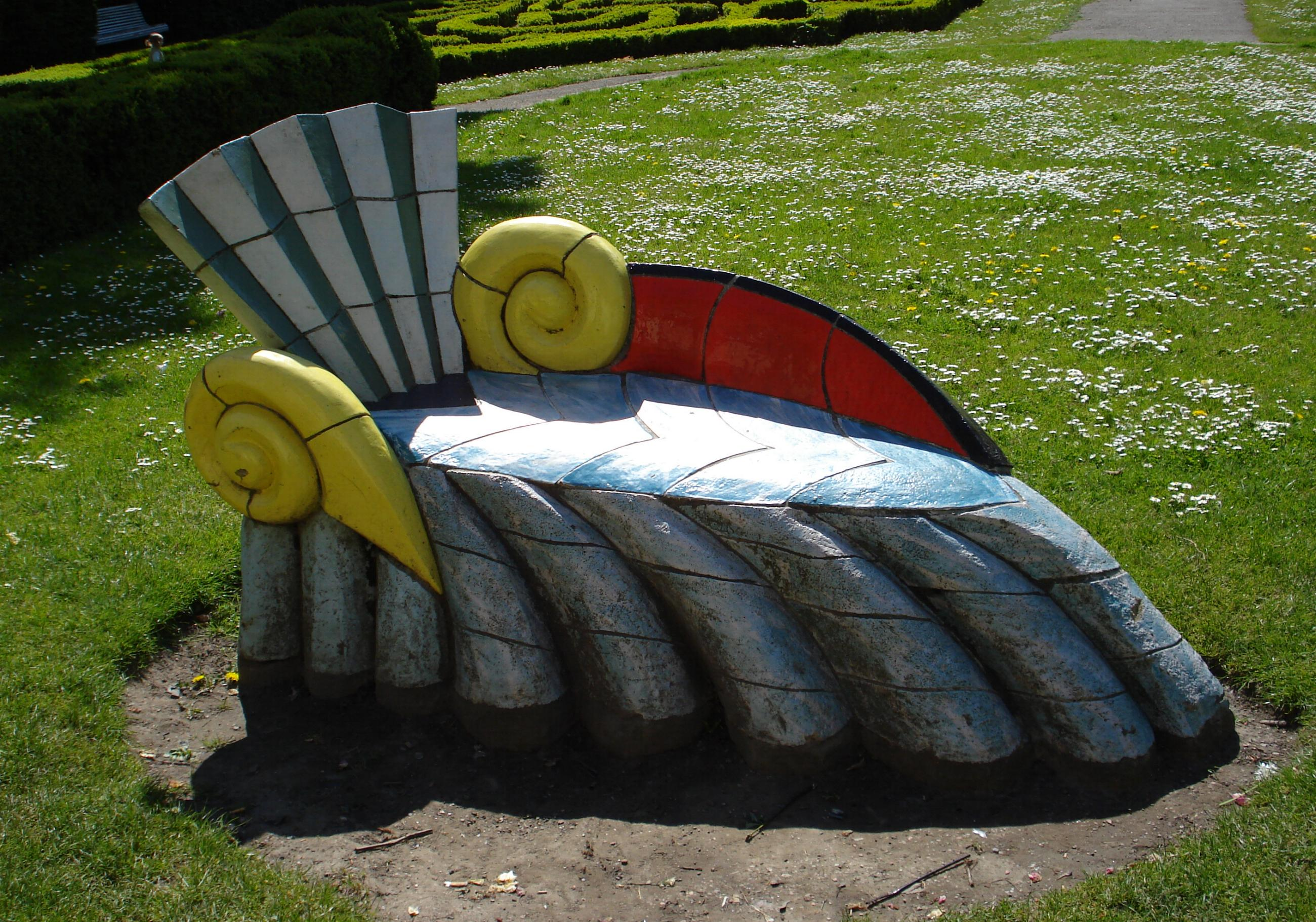
Diván en el parque del Euromast de Róterdam
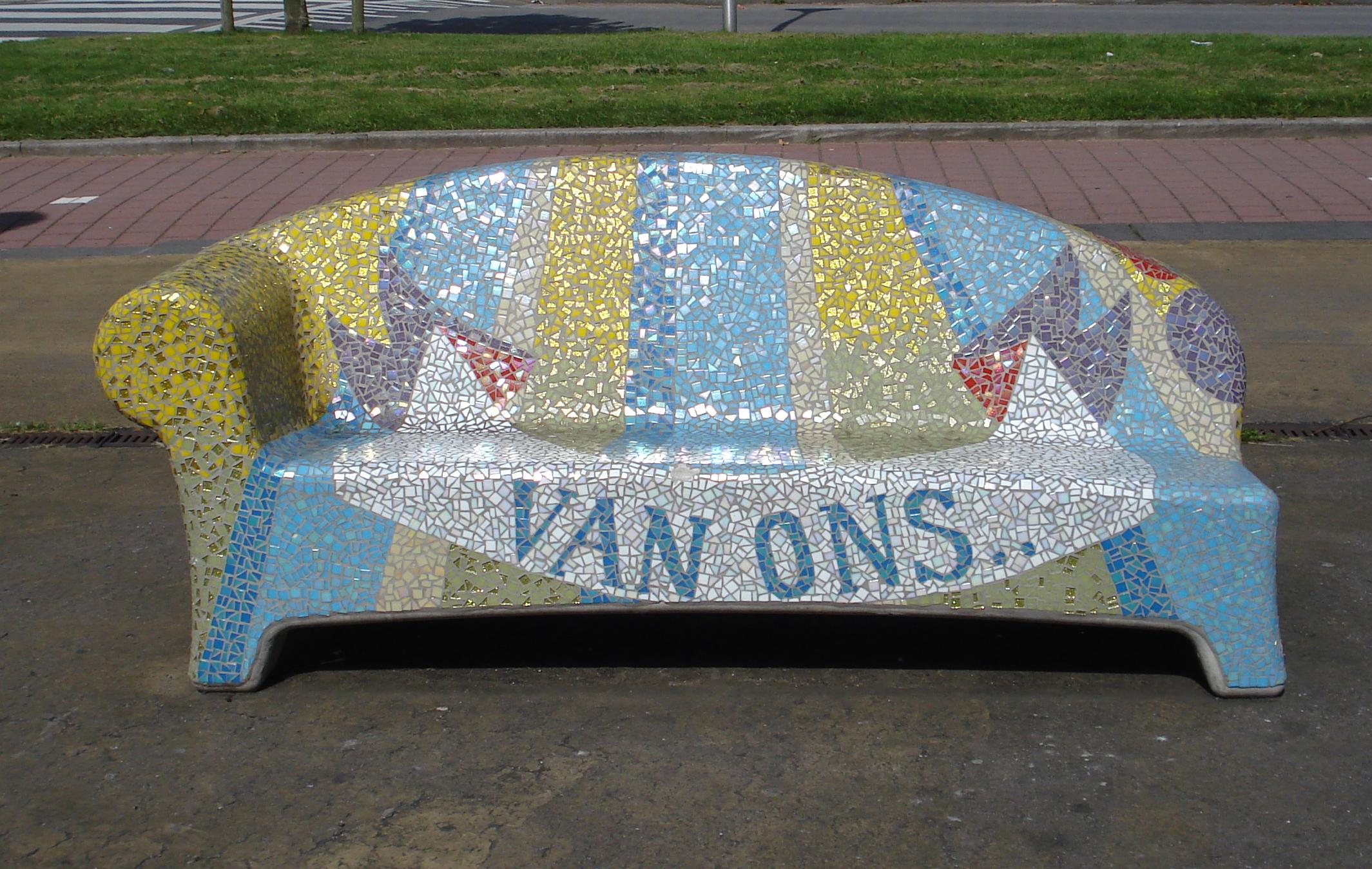
Sillón en Pijnacker